# Cyclura cornuta stejnegeri
La iguana de Mona (Cyclura stejnegeri) es una especie de iguana de roca endémica de la isla de Mona. Es el mayor reptil terrestre de la fauna puertorriqueña. Anteriormente se considerada una subespecie de la iguana rinoceronte (Cyclura cornuta).